# Blinnenhorn
Le Blinnenhorn (italien : Corno Cieco) est un sommet du massif des Alpes lépontines à 3 374 ou 3 375 m d'altitude, à cheval entre la Suisse (canton du Valais) et l'Italie (Piémont).
Il se situe plus précisément dans les Alpes tessinoises (partie occidentale des Alpes lépontines, à l'ouest du col du Saint-Gothard) et en particulier dans le massif du Monte Leone (entre le col du Simplon et le col du Nufenen).